# District de Ramanathapuram
Le district de Ramanathapuram est un district de l'État du Tamil Nadu, dans le sud de l'Inde. Son territoire constitue le cœur du Ramnad (ராம்நாடு (rāmnāḍu) ou இராமநாடு (irāmanāḍu) ; le « Pays de Râma » en tamoul), une ancienne région correspondant au royaume de Ramnad ou de Marava. Cet État prit forme au tout début du XVIIe siècle en tant que suzeraineté du royaume de Madurai (Maduré), afin de mieux contrôler et protéger les terres isolées qui ponctuent les routes de pèlerinage vers Rameshvaram.

## Géographie
Sa capitale est Ramanathapuram.
La superficie du district est de  4 104 km2. En 2011, il comptait 1 353 445 habitants.